# 野上恒
野上 恒（のがみ ひさし、1971年 -）は、任天堂のゲームクリエイター。同社のゲームソフト『どうぶつの森』シリーズと『スプラトゥーン』シリーズのプロデューサーを務めている。

## 経歴・人物
京都府八幡市出身。子供の頃から漫画の模写などが好きで、後にドット絵制作にも興味を持つ。高校時代には、サン電子発売のディスクシステム用ソフト『ナゾラーランド』シリーズで募集していたドット絵のコンテスト「ミス・ナゾラーコンテスト」に応募し、大賞を獲得する。
京都府立八幡高等学校（現・京都府立京都八幡高等学校）卒業後、大阪芸術大学へ進学。その後、ゲームの絵を描く仕事に就きたいと考え、在学当時に任天堂と電通が共同開催していた「任天堂・電通ゲームセミナー」を受講し、チームで制作したゲーム「トライエンジェル」で「任天堂賞」（期の受講者中での最優秀賞）を受賞。大学卒業後、1994年に任天堂へ入社。当時の情報開発部に所属しスーパーファミコン用ソフト『スーパーマリオ ヨッシーアイランド』などの作品にデザイナーとして参加、その後2001年発売のNINTENDO 64用ソフト『どうぶつの森』でディレクターを務め、以降、同シリーズの制作にかかわっている。
自身がプロデューサーを務めるスプラトゥーンシリーズの公式Twitter上や関連イベントでは、サングラスをかけ白衣を着用した姿の「イカ研究員」として登場している（野上とよく似た別人という設定）。また、2016年11月2日にインターネット上で放送された『とびだせ どうぶつの森 Direct』では、ニンテンドー3DS用ソフト『とびだせ どうぶつの森 amiibo+』に登場するキャラクター「パニエル」に扮してゲーム内容を紹介した。

## 作品
- スーパーマリオ ヨッシーアイランド（1995年8月5日、スーパーファミコン） - キャラクターデザイナー（共同）
- BSゼルダの伝説（1995年8月6日〜、スーパーファミコン（サテラビュー）） - デザイナー（共同）
- スーパーマリオ64（1996年6月23日、NINTENDO 64） - CGイラストレーター（共同）
- ヨッシーのパネポン（1996年11月3日〜、スーパーファミコン（サテラビュー）） - デザインアドバイザー（手塚卓志、日野重文、春花良紀、小田部羊一と共同）
- マリオカート64（1996年12月14日、NINTENDO64） - CGキャラクターデザイナー（共同）
- ヨッシーストーリー（1997年12月21日、NINTENDO64） - CGデザイナー（共同）
- バンジョーとカズーイの大冒険（1999年12月1日、NINTENDO64） - Word Swopping（共同）
- どうぶつの森（2001年4月14日、NINTENDO64） - ディレクター（江口勝也と共同）
- どうぶつの森+（2001年12月14日、ニンテンドー ゲームキューブ） - ディレクター（江口勝也と共同）
- スーパーマリオアドバンス3（2002年9月20日、ゲームボーイアドバンス） - マップサポート（足助重之と共同）
- どうぶつの森e+（2003年6月27日、ニンテンドーゲームキューブ） - ディレクター（江口勝也と共同）
- ヨッシーの万有引力（2004年12月9日、ゲームボーイアドバンス） - スーパーバイザー（手塚卓志と共同）
- キャッチ!タッチ!ヨッシー!（2005年1月27日、ニンテンドーDS） - スペシャルサンクス
- おいでよ どうぶつの森（2005年11月23日、ニンテンドーDS） - ディレクター
- 似顔絵チャンネル（2006年12月2日、Wii（本体内蔵ソフト）） - ディレクター（共同）[10]
- はじめてのWii（2006年12月2日、Wii） - Miiサポート（共同）
- Wii Sports（2006年12月2日、Wii） - Miiサポート（共同）
- おどる メイド イン ワリオ（2006年12月2日、Wii） - スペシャルサンクス
- ヨッシーアイランドDS（2007年3月8日、ニンテンドーDS） - スーパーバイザー（山村康久と共同）
- 大乱闘スマッシュブラザーズX（2008年1月31日、Wii） - オリジナルゲームスーパーバイザー
- 歩いてわかる 生活リズムDS（2008年11月1日、ニンテンドーDS） - Miiサポート（共同）
- 街へいこうよ どうぶつの森（2008年11月20日、Wii） - ディレクター
- トモダチコレクション（2009年6月18日、ニンテンドーDS） - Miiサポート（共同）
- とびだせ どうぶつの森（2012年11月8日、ニンテンドー3DS） - スペシャルサンクス
- わらわら広場（2012年12月8日、Wii U本体メニュー）[11]
- 大乱闘スマッシュブラザーズ for Nintendo 3DS（2014年9月13日、ニンテンドー3DS） - スーパーバイザー（オリジナルゲーム）
- 大乱闘スマッシュブラザーズ for Wii U（2014年12月6日、Wii U） - スーパーバイザー（オリジナルゲーム）
- スプラトゥーン（2015年5月28日、Wii U） - プロデューサー
- どうぶつの森 ハッピーホームデザイナー（2015年7月30日、ニンテンドー3DS） - プロデューサー（京極あやと共同）
- とびだせ どうぶつの森 amiibo+（2016年11月23日、ニンテンドー3DS） - プロデューサー
- スプラトゥーン2（2017年7月21日、Nintendo Switch） - プロデューサー
- あつまれ どうぶつの森（2020年3月20日、Nintendo Switch） - プロデューサー
- スプラトゥーン3（2022年9月9日、Nintendo Switch） - プロデューサー